# Sons & Daughters

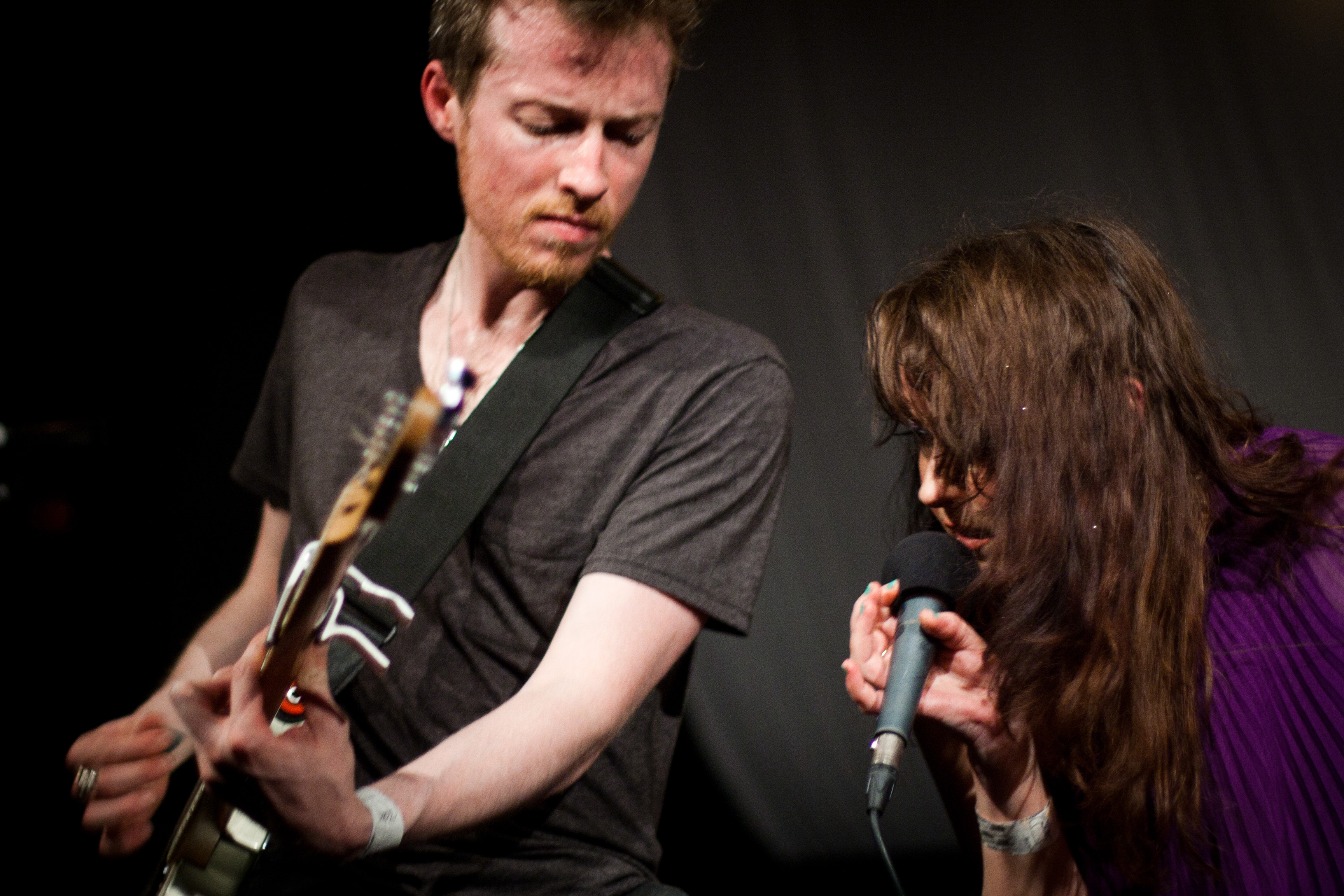
Scott Patterson en Adele Bethel in 2011.

Sons and Daughters is een band uit Schotland die zowel invloeden uit folk als uit rock heeft.
Die groep is ontstaan in 2002 in Glasgow. De groepsleden hebben één ding gemeenschappelijk: hun liefde voor de muziek van Johnny Cash. Op hun eerste plaat Love the Cup staat dan ook een nummer dat zijn naam draagt.
De groep speelde in 2005 op Pukkelpop. In 2006 speelde Sons & Daughters in het voorprogramma van Morrisey.

## Naam
De naam van de band komt niet van een Australische soapserie, maar wel uit een droom van zangeres Adele Bethel. Ze droomde dat Bob Dylan in haar achtertuin The Times They Are a-Changin' aan het spelen was en net toen hij Your Sons and your Daughters are beyond your command zong, werd ze wakker. Het zinnetje is blijven hangen en de band kreeg zijn naam.

## Discografie
- Love the Cup (2004)
- The Repulsion Box (2005)
- This Gift (2008)
- Mirror Mirror (2011)

## Bandleden
- Adele Bethel: zang/gitaar/keyboards
- Ailidh Lennon: bass/mandoline
- Dave Gow: drums/percussie
- Scott Patterson: zang/gitaar